# Бассенгайм
Бассенгайм (нім. Bassenheim) — громада в Німеччині, розташована в землі Рейнланд-Пфальц. Входить до складу району Маєн-Кобленц. Складова частина об'єднання громад Вайсентурм.
Площа — 14,76 км2. Населення становить 2861 ос. (станом на 31 грудня 2020).

## Галерея

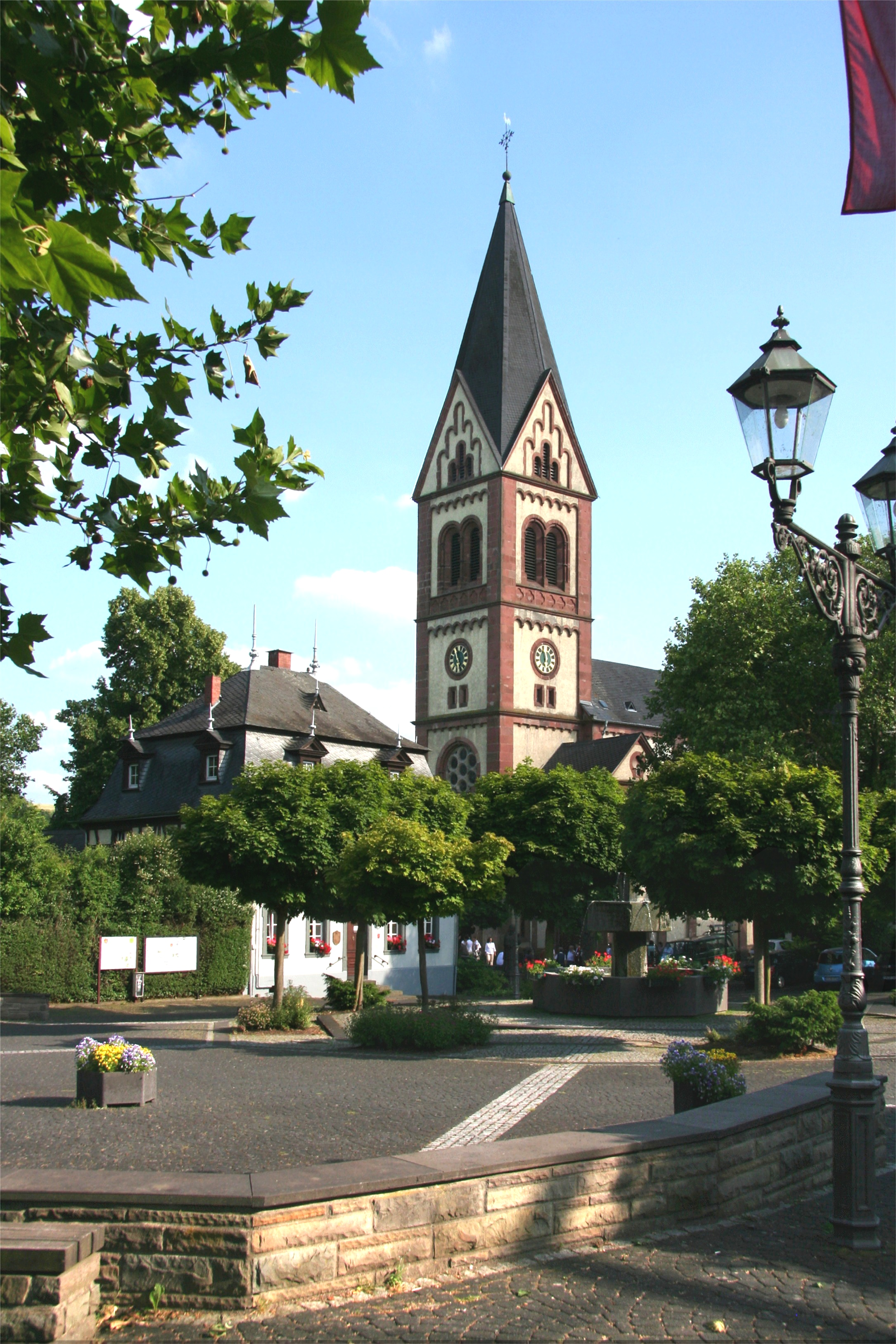
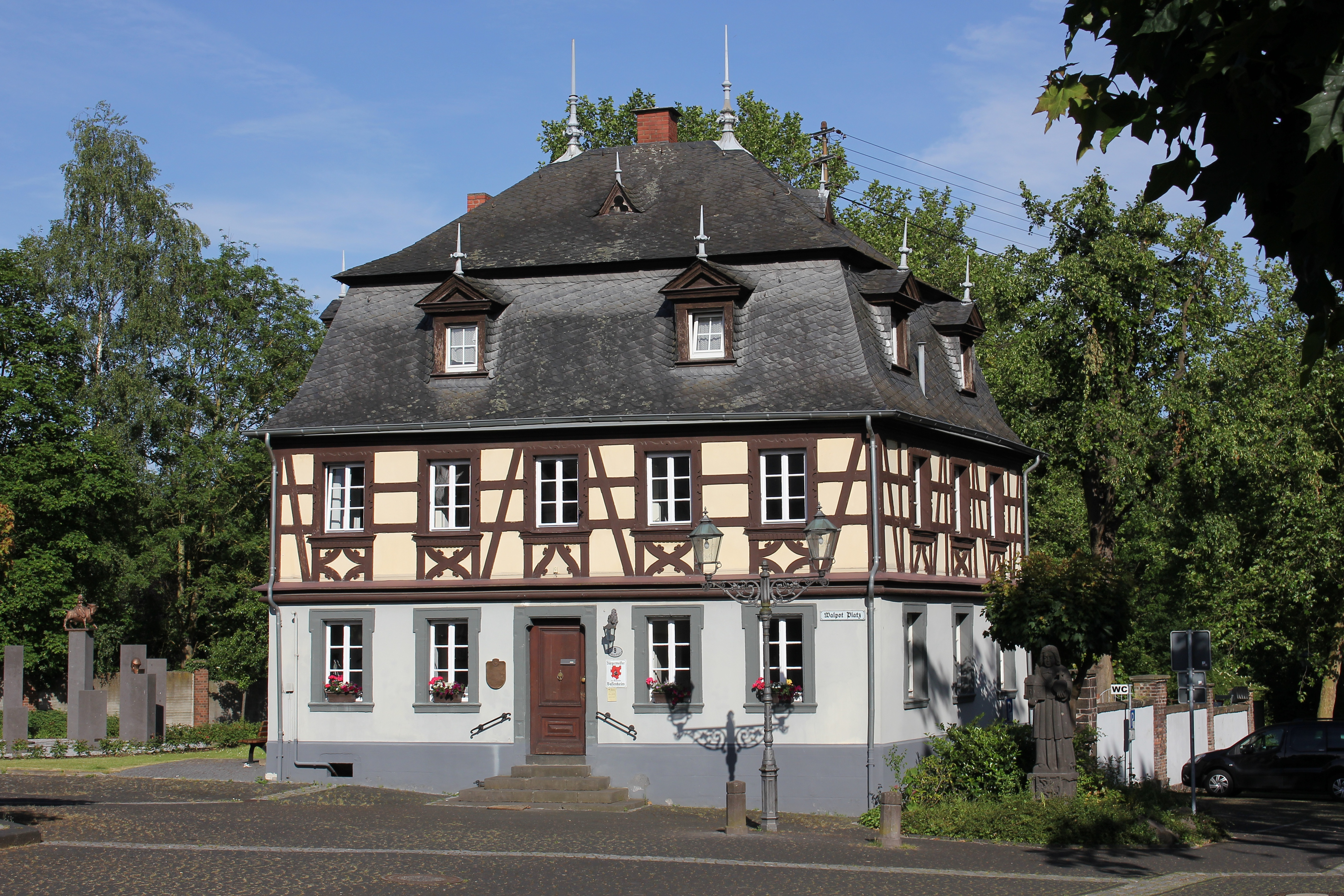
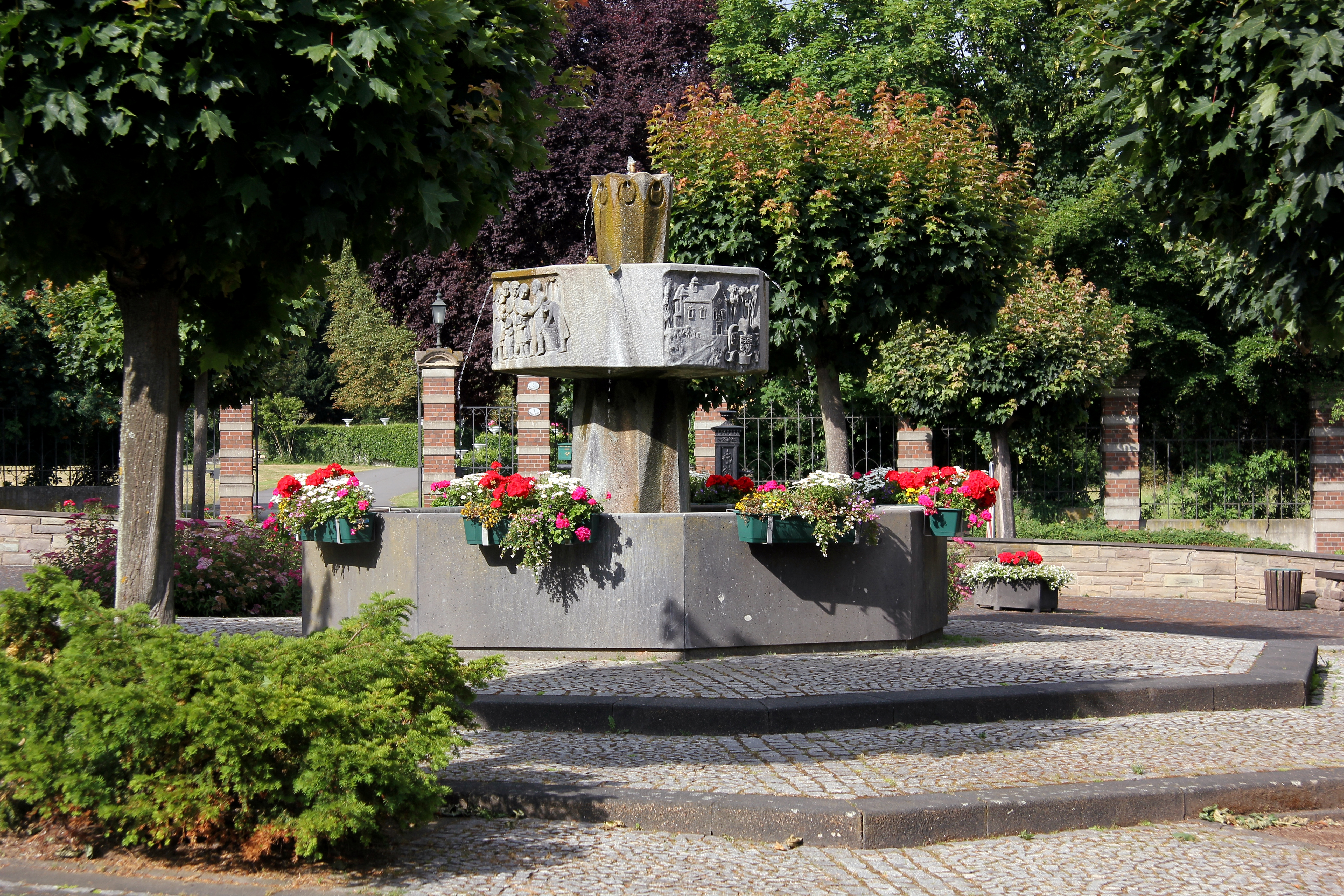
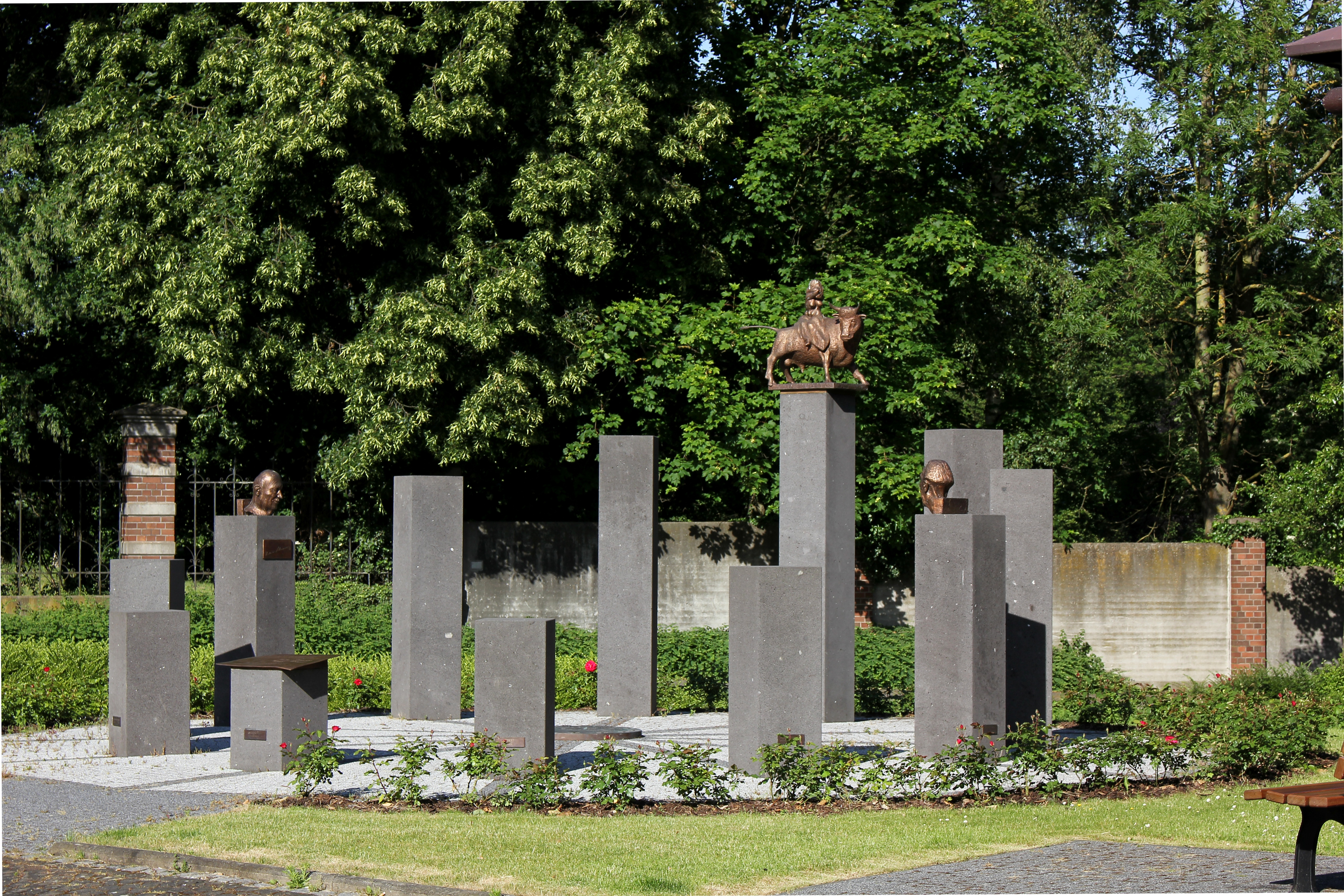